# Amt Schönberg (Kurtrier)
Das Amt Schönberg war ein von 1374 bis zum Ende des 18. Jahrhunderts bestehender Verwaltungs- und Gerichtsbezirk im Kurfürstentum Trier mit Sitz in Schönberg im heutigen Ostbelgien.

## Geschichte
1374 erwarb der Erzbischof von Trier die Rechte an Burg Schönberg. In der einer Aufstellung, die Kurfürst Johann II. von Baden 1498 beauftragt hatte, ist das Amt Schönberg als eines der 59 trierischen Ämter erwähnt. Es umfasste die Höfe (Verwaltungseinheiten) Amelscheid, Auw und Manderfeld. Im Amt bestanden 1784 zwei Gerichte mit jeweils 7 Schöffen. Eines der Gerichte war für den Hof Amselscheid zuständig, das andere für Auw und Manderfeld. In Schönberg befand sich ein kurtrierscher Amtsschultheiß und ein Keller.
1784 bestand das Amt aus folgenden Ortschaften:
- Hof Amelscheid: Amselscheid, Schönberg, Alfersteg, Buchet, Landersfeld, Mützenich, Niederlascheid, Radscheid und Rödgen
- Hof Auw: Kobscheid, Roth, Schlausenbach, Verschneid und Wischeid
- Hof Manderfeld: Afst, Manderfeld, Allmuthen, Andler, Berterath, Eimerscheid, Hergersberg, Holzheim, Hüllscheid, Igelmond, Krewinkel, Lanzerath, Losheim, Medendorf, Merlscheid und Weckerath

1756 wurden noch die Orte Büllingen, Hepscheid, Hünningen und Rocherath als Teil des Amtes genannt.
Im 18. Jahrhundert war das Amt dem Oberamt Prüm nachgeordnet. Mit der Einnahme des linken Rheinufers durch französische Revolutionstruppen wurde das Amt nach 1794 aufgelöst. In der Franzosenzeit gehörte das Gebiet zum Arrondissement de Prüm im Département de la Sarre. Als Folge des Wiener Kongresses kam das Amtsgebiet 1815 an Preußen. Aus dem Arrondissement Prüm wurde 1816 der Kreis Prüm, von dem einige westliche Teile nach dem Ersten Weltkrieg an Belgien abgetreten wurden und der seit 1970 zum Eifelkreis Bitburg-Prüm gehört.